# Lukas Rotpuller
Lukas Rotpuller (* 31. März 1991 in Eisenstadt) ist ein ehemaliger österreichischer Fußballspieler.

## Karriere

### Verein
Rotpuller begann seine Karriere in der Jugend des ASK Baumgarten, für die er mit Ausnahme einer Spielzeit beim SV Schattendorf, bis 2004 aktiv war. In Folge spielte er für eine Saison in der Fußballakademie Burgenland, ehe er 2005 zum FK Austria Wien in die FSA Hollabrunn wechselte.
Zur Spielzeit 2009/10 stieg er in den Kader der FK Austria Wien Amateure auf, wo er am 17. Juli 2009 während der 3:0-Auswärtsniederlage beim FC Lustenau unter Trainer Hans Dihanich sein Debüt in der Ersten Liga gab. In Folge etablierte er sich als Stammspieler und schaffte mit der Mannschaft sportlich den Klassenerhalt, musste jedoch trotzdem aufgrund einer Ligareform mit den Amateuren in die Regionalliga Ost absteigen.
Daraufhin war er während der Saisonvorbereitung temporär im Kader der A-Mannschaft, ging nach einer Handgelenksverletzung jedoch abermals mit den Amateuren in die neue Saison, die er in Folge auch als Mannschaftskapitän aufs Feld führte.
Im Juli 2011 verlängerte er seinen Vertrag bei der Austria vorzeitig bis 2013. Mit 20 Jahren war er der älteste Spieler im Kader der zweiten Mannschaft. Rotpuller wurde zur SV Ried verliehen und kam nach einigen Spielen Anlaufzeit in der Bundesliga zum Einsatz. Mit Marcel Ziegl und Thomas Reifeltshammer bildet er eine der jüngsten Abwehrketten in Österreich. Im Sommer 2012 kehrte er zur Austria zurück und wurde 2013 österreichischer Meister.
Nach der Saison 2016/17 entschied er sich gegen eine Vertragsverlängerung bei der Austria, da er auf ein lukratives Angebot aus dem Ausland hoffte, blieb jedoch vorerst ohne Verein. Im Februar 2018 wechselte er nach Spanien zum Zweitligisten Real Valladolid. Mit Valladolid stieg er zu Saisonende in die Primera División auf, wurde jedoch von Trainer Luis César Sampedro nicht berücksichtigt. Ohne ein Spiel für den Verein absolviert zu haben, verließ er Valladolid nach der Saison 2017/18 und beendete kurz darauf seine Karriere als Aktiver.
Im Sommer 2023 hinterlegte er seinen Spielerpass bei der DSG Olympique Klosterneuburg, einen Verein aus der Diözesansportgemeinschaft (DSG) Wien, für den er in weiterer Folge jedoch nicht zu Einsätzen kam.

### Nationalmannschaft
Auf internationaler Ebene debütierte Rotpuller 2007 unter Trainer Paul Gludovatz in der österreichischen U-17 Nationalmannschaft, für die er insgesamt drei Spiele bestritt. In Folge wurde er über drei Jahre in keine österreichische Auswahlmannschaft einberufen, ehe ihn Trainer Andreas Heraf überraschend in den endgültigen Kader Österreichs für die U-20-Fußball-Weltmeisterschaft 2011 in Kolumbien nominierte.

## Erfolge
- 1× österreichischer Meister (2013)

## Familie
Sein Vater Viktor (* 1961) und sein Onkel Christian (* 1960) waren ebenfalls als Fußballspieler aktiv, brachten es jedoch nicht über die Regionalliga hinaus und traten in späteren Jahren als Fußballtrainer in Erscheinung.